# Tour de Irán-Azerbaiyán 2019
La 34.ª edición del Tour de Irán-Azerbaiyán fue una carrera de ciclismo en ruta por etapas que se celebró entre el 2 y el 6 de octubre de 2019 con inicio y final en la ciudad de Tabriz en Irán. El recorrido consta de un total de 5 etapas sobre una distancia total de 878,4 km.
La carrera hizo parte del circuito UCI Asia Tour 2019 dentro de la categoría 2.1. El vencedor final fue el ruso Savva Novikov del Lokosphinx seguido del moldavo Cristian Raileanu del Sapura y el argelino Youcef Reguigui del Terengganu Inc-TSG.

## Equipos participantes
Tomarán la partida un total de 14 equipos, de los cuales 12 son de categoría Continental y 2 selecciones nacionales, quienes conformaron un pelotón de 80 ciclistas de los cuales terminaron 62. Los equipos participantes fueron:
| Equipos continentales (12)- Fengsheng Sports DFT - Foolad Mobarakeh Sepahan - Lokosphinx - Minsk Cycling Club - Omidnia Mashhad Team - ProTouch - Tarteletto-Isorex - Sapura - Terengganu Inc-TSG Cycling Team - Tianyoude Hotel - VIB Sports - Vino-Astana Motors Equipos nacionales (2)- Azerbaiyán - Irán |
| |

## Etapas
| Etapa     | Fecha    | Recorrido       | type                   | Distancia (km) | Ganador           | Líder             |
| --------- | -------- | --------------- | ---------------------- | -------------- | ----------------- | ----------------- |
| 1.ª etapa | 2 de oct | Tabriz – Aras   | etapa escarpada        | 148,3          | Aleksandr Smirnov | Aleksandr Smirnov |
| 2.ª etapa | 3 de oct | Aras – Khoy     | etapa escarpada        | 180            | Youcef Reguigui   | Youcef Reguigui   |
| 3.ª etapa | 4 de oct | Urmía – Tabriz  | etapa escarpada        | 163            | Savva Novikov     | Savva Novikov     |
| 4.ª etapa | 5 de oct | Tabriz – Sareyn | etapa escarpada        | 198,2          | Igor Chzhan       | Savva Novikov     |
| 5.ª etapa | 6 de oct | Sareyn – Tabriz | etapa de media montaña | 188,9          | Thomas Joseph     | Savva Novikov     |

## Desarrollo de la carrera

### 1.ª etapa
| Tabriz - Aras | etapa escarpada | (148,3 km) |

| \| Clasificación de la etapa \| Clasificación de la etapa \| Clasificación de la etapa \| Clasificación de la etapa \| Clasificación de la etapa \| \| Ciclista \| Ciclista \| Equipo \| Tiempo \| \| \| ------------------------- \| ------------------------- \| ------------------------------- \| ------------------------- \| ------------------------- \| \| 1.º \| Aleksandr Smirnov \| Lokosphinx \| 3 h 15 min 17 s \| \| \| 2.º \| Youcef Reguigui \| Terengganu Inc-TSG Cycling Team \| + 0 s \| \| \| 3.º \| Clint Hendricks \| ProTouch \| + 0 s \| \| \| 4.º \| Zisen Li \| Tianyoude Hotel Cycling Team \| + 0 s \| \| \| 5.º \| Hossein Nateghi \| Foolad Mobarakeh Sepahan \| + 0 s \| \| \| 6.º \| Elchin Asadov \| VIB Sports \| + 0 s \| \| \| 7.º \| Olamaei Mahdi \| Fengsheng Sports DFT \| + 0 s \| \| \| 8.º \| Michiel Stockman \| Tarteletto-Isorex \| + 0 s \| \| \| 9.º \| Nur Aiman Zariff \| Team Sapura Cycling \| + 0 s \| \| \| 10.º \| Sergey Malnev \| Lokosphinx \| + 0 s \| \| |                   |                                 |                 |
| |                   |                                 |                 |
| Fuente: ProCyclingStats |                   |                                 |                 |
| Clasificación de la etapa |                   |                                 |                 |
| Ciclista | Ciclista          | Equipo                          | Tiempo          |
| 1.º | Aleksandr Smirnov | Lokosphinx                      | 3 h 15 min 17 s |
| 2.º | Youcef Reguigui   | Terengganu Inc-TSG Cycling Team | + 0 s           |
| 3.º | Clint Hendricks   | ProTouch                        | + 0 s           |
| 4.º | Zisen Li          | Tianyoude Hotel Cycling Team    | + 0 s           |
| 5.º | Hossein Nateghi   | Foolad Mobarakeh Sepahan        | + 0 s           |
| 6.º | Elchin Asadov     | VIB Sports                      | + 0 s           |
| 7.º | Olamaei Mahdi     | Fengsheng Sports DFT            | + 0 s           |
| 8.º | Michiel Stockman  | Tarteletto-Isorex               | + 0 s           |
| 9.º | Nur Aiman Zariff  | Team Sapura Cycling             | + 0 s           |
| 10.º | Sergey Malnev     | Lokosphinx                      | + 0 s           |

| \| Clasificación general \| Clasificación general \| Clasificación general \| Clasificación general \| Clasificación general \| \| Ciclista \| Ciclista \| Equipo \| Tiempo \| \| \| --------------------- \| --------------------- \| ------------------------------- \| --------------------- \| --------------------- \| \| 1.º \| Aleksandr Smirnov \| Lokosphinx \| 3 h 15 min 07 s \| \| \| 2.º \| Youcef Reguigui \| Terengganu Inc-TSG Cycling Team \| + 4 s \| \| \| 3.º \| Mohammad Ganjkhanlou \| Foolad Mobarakeh Sepahan \| + 4 s \| \| \| 4.º \| Clint Hendricks \| ProTouch \| + 6 s \| \| \| 5.º \| Michiel Stockman \| Tarteletto-Isorex \| + 8 s \| \| \| 6.º \| Stanislau Bazhkou \| Minsk Cycling Club \| + 8 s \| \| \| 7.º \| Olamaei Mahdi \| Fengsheng Sports DFT \| + 9 s \| \| \| 8.º \| Matvey Nikitin \| Vino-Astana Motors \| + 9 s \| \| \| 9.º \| Zisen Li \| Tianyoude Hotel Cycling Team \| + 10 s \| \| \| 10.º \| Hossein Nateghi \| Foolad Mobarakeh Sepahan \| + 10 s \| \| |                      |                                 |                 |
| |                      |                                 |                 |
| Fuente: ProCyclingStats |                      |                                 |                 |
| Clasificación general |                      |                                 |                 |
| Ciclista | Ciclista             | Equipo                          | Tiempo          |
| 1.º | Aleksandr Smirnov    | Lokosphinx                      | 3 h 15 min 07 s |
| 2.º | Youcef Reguigui      | Terengganu Inc-TSG Cycling Team | + 4 s           |
| 3.º | Mohammad Ganjkhanlou | Foolad Mobarakeh Sepahan        | + 4 s           |
| 4.º | Clint Hendricks      | ProTouch                        | + 6 s           |
| 5.º | Michiel Stockman     | Tarteletto-Isorex               | + 8 s           |
| 6.º | Stanislau Bazhkou    | Minsk Cycling Club              | + 8 s           |
| 7.º | Olamaei Mahdi        | Fengsheng Sports DFT            | + 9 s           |
| 8.º | Matvey Nikitin       | Vino-Astana Motors              | + 9 s           |
| 9.º | Zisen Li             | Tianyoude Hotel Cycling Team    | + 10 s          |
| 10.º | Hossein Nateghi      | Foolad Mobarakeh Sepahan        | + 10 s          |

### 2.ª etapa
| Aras - Khoy | etapa escarpada | (180 km) |

| \| Clasificación de la etapa \| Clasificación de la etapa \| Clasificación de la etapa \| Clasificación de la etapa \| Clasificación de la etapa \| \| Ciclista \| Ciclista \| Equipo \| Tiempo \| \| \| ------------------------- \| ------------------------- \| ------------------------------- \| ------------------------- \| ------------------------- \| \| 1.º \| Youcef Reguigui \| Terengganu Inc-TSG Cycling Team \| 4 h 25 min 07 s \| \| \| 2.º \| Clint Hendricks \| ProTouch \| + 0 s \| \| \| 3.º \| Mohammad Ganjkhanlou \| Foolad Mobarakeh Sepahan \| + 0 s \| \| \| 4.º \| Aleksandr Smirnov \| Lokosphinx \| + 0 s \| \| \| 5.º \| Stanislau Bazhkou \| Minsk Cycling Club \| + 0 s \| \| \| 6.º \| Hossein Nateghi \| Foolad Mobarakeh Sepahan \| + 0 s \| \| \| 7.º \| Jonas Goeman \| Tarteletto-Isorex \| + 0 s \| \| \| 8.º \| Mario Vogt \| Team Sapura Cycling \| + 0 s \| \| \| 9.º \| Nur Aiman Zariff \| Team Sapura Cycling \| + 0 s \| \| \| 10.º \| Savva Novikov \| Lokosphinx \| + 0 s \| \| |                      |                                 |                 |
| |                      |                                 |                 |
| Fuente: ProCyclingStats |                      |                                 |                 |
| Clasificación de la etapa |                      |                                 |                 |
| Ciclista | Ciclista             | Equipo                          | Tiempo          |
| 1.º | Youcef Reguigui      | Terengganu Inc-TSG Cycling Team | 4 h 25 min 07 s |
| 2.º | Clint Hendricks      | ProTouch                        | + 0 s           |
| 3.º | Mohammad Ganjkhanlou | Foolad Mobarakeh Sepahan        | + 0 s           |
| 4.º | Aleksandr Smirnov    | Lokosphinx                      | + 0 s           |
| 5.º | Stanislau Bazhkou    | Minsk Cycling Club              | + 0 s           |
| 6.º | Hossein Nateghi      | Foolad Mobarakeh Sepahan        | + 0 s           |
| 7.º | Jonas Goeman         | Tarteletto-Isorex               | + 0 s           |
| 8.º | Mario Vogt           | Team Sapura Cycling             | + 0 s           |
| 9.º | Nur Aiman Zariff     | Team Sapura Cycling             | + 0 s           |
| 10.º | Savva Novikov        | Lokosphinx                      | + 0 s           |

| \| Clasificación general \| Clasificación general \| Clasificación general \| Clasificación general \| Clasificación general \| \| Ciclista \| Ciclista \| Equipo \| Tiempo \| \| \| --------------------- \| --------------------- \| ------------------------------- \| --------------------- \| --------------------- \| \| 1.º \| Youcef Reguigui \| Terengganu Inc-TSG Cycling Team \| 7 h 40 min 08 s \| \| \| 2.º \| Mohammad Ganjkhanlou \| Foolad Mobarakeh Sepahan \| + 2 s \| \| \| 3.º \| Clint Hendricks \| ProTouch \| + 6 s \| \| \| 4.º \| Aleksandr Smirnov \| Lokosphinx \| + 6 s \| \| \| 5.º \| Stanislau Bazhkou \| Minsk Cycling Club \| + 12 s \| \| \| 6.º \| Michiel Stockman \| Tarteletto-Isorex \| + 13 s \| \| \| 7.º \| Amir Kolahdozhagh \| Irán \| + 13 s \| \| \| 8.º \| Cristian Raileanu \| Team Sapura Cycling \| + 14 s \| \| \| 9.º \| Olamaei Mahdi \| Fengsheng Sports DFT \| + 15 s \| \| \| 10.º \| Matvey Nikitin \| Vino-Astana Motors \| + 15 s \| \| |                      |                                 |                 |
| |                      |                                 |                 |
| Fuente: ProCyclingStats |                      |                                 |                 |
| Clasificación general |                      |                                 |                 |
| Ciclista | Ciclista             | Equipo                          | Tiempo          |
| 1.º | Youcef Reguigui      | Terengganu Inc-TSG Cycling Team | 7 h 40 min 08 s |
| 2.º | Mohammad Ganjkhanlou | Foolad Mobarakeh Sepahan        | + 2 s           |
| 3.º | Clint Hendricks      | ProTouch                        | + 6 s           |
| 4.º | Aleksandr Smirnov    | Lokosphinx                      | + 6 s           |
| 5.º | Stanislau Bazhkou    | Minsk Cycling Club              | + 12 s          |
| 6.º | Michiel Stockman     | Tarteletto-Isorex               | + 13 s          |
| 7.º | Amir Kolahdozhagh    | Irán                            | + 13 s          |
| 8.º | Cristian Raileanu    | Team Sapura Cycling             | + 14 s          |
| 9.º | Olamaei Mahdi        | Fengsheng Sports DFT            | + 15 s          |
| 10.º | Matvey Nikitin       | Vino-Astana Motors              | + 15 s          |

### 3.ª etapa
| Urmía - Tabriz | etapa escarpada | (163 km) |

| \| Clasificación de la etapa \| Clasificación de la etapa \| Clasificación de la etapa \| Clasificación de la etapa \| Clasificación de la etapa \| \| Ciclista \| Ciclista \| Equipo \| Tiempo \| \| \| ------------------------- \| ------------------------- \| ------------------------------- \| ------------------------- \| ------------------------- \| \| 1.º \| Savva Novikov \| Lokosphinx \| 3 h 46 min 39 s \| \| \| 2.º \| Hamid Pourhashemi \| Irán \| + 3 s \| \| \| 3.º \| Cristian Raileanu \| Team Sapura Cycling \| + 11 s \| \| \| 4.º \| Artiom Ovechkin \| Terengganu Inc-TSG Cycling Team \| + 15 s \| \| \| 5.º \| Kent Main \| ProTouch \| + 20 s \| \| \| 6.º \| Youcef Reguigui \| Terengganu Inc-TSG Cycling Team \| + 27 s \| \| \| 7.º \| Jiancai Wang \| Tianyoude Hotel Cycling Team \| + 30 s \| \| \| 8.º \| Jesse Ewart \| Team Sapura Cycling \| + 30 s \| \| \| 9.º \| Alexander Vdovin \| Lokosphinx \| + 33 s \| \| \| 10.º \| Gabriel Reguero \| VIB Sports \| + 35 s \| \| |                   |                                 |                 |
| |                   |                                 |                 |
| Fuente: ProCyclingStats |                   |                                 |                 |
| Clasificación de la etapa |                   |                                 |                 |
| Ciclista | Ciclista          | Equipo                          | Tiempo          |
| 1.º | Savva Novikov     | Lokosphinx                      | 3 h 46 min 39 s |
| 2.º | Hamid Pourhashemi | Irán                            | + 3 s           |
| 3.º | Cristian Raileanu | Team Sapura Cycling             | + 11 s          |
| 4.º | Artiom Ovechkin   | Terengganu Inc-TSG Cycling Team | + 15 s          |
| 5.º | Kent Main         | ProTouch                        | + 20 s          |
| 6.º | Youcef Reguigui   | Terengganu Inc-TSG Cycling Team | + 27 s          |
| 7.º | Jiancai Wang      | Tianyoude Hotel Cycling Team    | + 30 s          |
| 8.º | Jesse Ewart       | Team Sapura Cycling             | + 30 s          |
| 9.º | Alexander Vdovin  | Lokosphinx                      | + 33 s          |
| 10.º | Gabriel Reguero   | VIB Sports                      | + 35 s          |

| \| Clasificación general \| Clasificación general \| Clasificación general \| Clasificación general \| Clasificación general \| \| Ciclista \| Ciclista \| Equipo \| Tiempo \| \| \| --------------------- \| --------------------- \| ------------------------------- \| --------------------- \| --------------------- \| \| 1.º \| Savva Novikov \| Lokosphinx \| 11 h 26 min 53 s \| \| \| 2.º \| Hamid Pourhashemi \| Irán \| + 7 s \| \| \| 3.º \| Cristian Raileanu \| Team Sapura Cycling \| + 15 s \| \| \| 4.º \| Youcef Reguigui \| Terengganu Inc-TSG Cycling Team \| + 21 s \| \| \| 5.º \| Artiom Ovechkin \| Terengganu Inc-TSG Cycling Team \| + 25 s \| \| \| 6.º \| Kent Main \| ProTouch \| + 30 s \| \| \| 7.º \| Jesse Ewart \| Team Sapura Cycling \| + 40 s \| \| \| 8.º \| Alexander Vdovin \| Lokosphinx \| + 43 s \| \| \| 9.º \| Gabriel Reguero \| VIB Sports \| + 45 s \| \| \| 10.º \| Yecid Sierra \| Tianyoude Hotel Cycling Team \| + 47 s \| \| |                   |                                 |                  |
| |                   |                                 |                  |
| Fuente: ProCyclingStats |                   |                                 |                  |
| Clasificación general |                   |                                 |                  |
| Ciclista | Ciclista          | Equipo                          | Tiempo           |
| 1.º | Savva Novikov     | Lokosphinx                      | 11 h 26 min 53 s |
| 2.º | Hamid Pourhashemi | Irán                            | + 7 s            |
| 3.º | Cristian Raileanu | Team Sapura Cycling             | + 15 s           |
| 4.º | Youcef Reguigui   | Terengganu Inc-TSG Cycling Team | + 21 s           |
| 5.º | Artiom Ovechkin   | Terengganu Inc-TSG Cycling Team | + 25 s           |
| 6.º | Kent Main         | ProTouch                        | + 30 s           |
| 7.º | Jesse Ewart       | Team Sapura Cycling             | + 40 s           |
| 8.º | Alexander Vdovin  | Lokosphinx                      | + 43 s           |
| 9.º | Gabriel Reguero   | VIB Sports                      | + 45 s           |
| 10.º | Yecid Sierra      | Tianyoude Hotel Cycling Team    | + 47 s           |

### 4.ª etapa
| Tabriz - Sareyn | etapa escarpada | (198,2 km) |

| \| Clasificación de la etapa \| Clasificación de la etapa \| Clasificación de la etapa \| Clasificación de la etapa \| Clasificación de la etapa \| \| Ciclista \| Ciclista \| Equipo \| Tiempo \| \| \| ------------------------- \| ------------------------- \| ------------------------------- \| ------------------------- \| ------------------------- \| \| 1.º \| Igor Chzhan \| Vino-Astana Motors \| 4 h 38 min 34 s \| \| \| 2.º \| Savva Novikov \| Lokosphinx \| + 10 s \| \| \| 3.º \| Stanislau Bazhkou \| Minsk Cycling Club \| + 13 s \| \| \| 4.º \| Youcef Reguigui \| Terengganu Inc-TSG Cycling Team \| + 13 s \| \| \| 5.º \| Clint Hendricks \| ProTouch \| + 13 s \| \| \| 6.º \| Alexandr Semenov \| Vino-Astana Motors \| + 13 s \| \| \| 7.º \| Jiancai Wang \| Tianyoude Hotel Cycling Team \| + 13 s \| \| \| 8.º \| Jesse Ewart \| Team Sapura Cycling \| + 13 s \| \| \| 9.º \| Maxime Vantomme \| Tarteletto-Isorex \| + 13 s \| \| \| 10.º \| Gabriel Reguero \| VIB Sports \| + 13 s \| \| |                   |                                 |                 |
| |                   |                                 |                 |
| Fuente: ProCyclingStats |                   |                                 |                 |
| Clasificación de la etapa |                   |                                 |                 |
| Ciclista | Ciclista          | Equipo                          | Tiempo          |
| 1.º | Igor Chzhan       | Vino-Astana Motors              | 4 h 38 min 34 s |
| 2.º | Savva Novikov     | Lokosphinx                      | + 10 s          |
| 3.º | Stanislau Bazhkou | Minsk Cycling Club              | + 13 s          |
| 4.º | Youcef Reguigui   | Terengganu Inc-TSG Cycling Team | + 13 s          |
| 5.º | Clint Hendricks   | ProTouch                        | + 13 s          |
| 6.º | Alexandr Semenov  | Vino-Astana Motors              | + 13 s          |
| 7.º | Jiancai Wang      | Tianyoude Hotel Cycling Team    | + 13 s          |
| 8.º | Jesse Ewart       | Team Sapura Cycling             | + 13 s          |
| 9.º | Maxime Vantomme   | Tarteletto-Isorex               | + 13 s          |
| 10.º | Gabriel Reguero   | VIB Sports                      | + 13 s          |

| \| Clasificación general \| Clasificación general \| Clasificación general \| Clasificación general \| Clasificación general \| \| Ciclista \| Ciclista \| Equipo \| Tiempo \| \| \| --------------------- \| --------------------- \| ------------------------------- \| --------------------- \| --------------------- \| \| 1.º \| Savva Novikov \| Lokosphinx \| 16 h 05 min 31 s \| \| \| 2.º \| Hamid Pourhashemi \| Irán \| + 16 s \| \| \| 3.º \| Cristian Raileanu \| Team Sapura Cycling \| + 24 s \| \| \| 4.º \| Youcef Reguigui \| Terengganu Inc-TSG Cycling Team \| + 30 s \| \| \| 5.º \| Artiom Ovechkin \| Terengganu Inc-TSG Cycling Team \| + 34 s \| \| \| 6.º \| Kent Main \| ProTouch \| + 39 s \| \| \| 7.º \| Jesse Ewart \| Team Sapura Cycling \| + 49 s \| \| \| 8.º \| Alexander Vdovin \| Lokosphinx \| + 52 s \| \| \| 9.º \| Gabriel Reguero \| VIB Sports \| + 54 s \| \| \| 10.º \| Yecid Sierra \| Tianyoude Hotel Cycling Team \| + 56 s \| \| |                   |                                 |                  |
| |                   |                                 |                  |
| Fuente: ProCyclingStats |                   |                                 |                  |
| Clasificación general |                   |                                 |                  |
| Ciclista | Ciclista          | Equipo                          | Tiempo           |
| 1.º | Savva Novikov     | Lokosphinx                      | 16 h 05 min 31 s |
| 2.º | Hamid Pourhashemi | Irán                            | + 16 s           |
| 3.º | Cristian Raileanu | Team Sapura Cycling             | + 24 s           |
| 4.º | Youcef Reguigui   | Terengganu Inc-TSG Cycling Team | + 30 s           |
| 5.º | Artiom Ovechkin   | Terengganu Inc-TSG Cycling Team | + 34 s           |
| 6.º | Kent Main         | ProTouch                        | + 39 s           |
| 7.º | Jesse Ewart       | Team Sapura Cycling             | + 49 s           |
| 8.º | Alexander Vdovin  | Lokosphinx                      | + 52 s           |
| 9.º | Gabriel Reguero   | VIB Sports                      | + 54 s           |
| 10.º | Yecid Sierra      | Tianyoude Hotel Cycling Team    | + 56 s           |

### 5.ª etapa
| Sareyn - Tabriz | etapa de media montaña | (188,9 km) |

| \| Clasificación de la etapa \| Clasificación de la etapa \| Clasificación de la etapa \| Clasificación de la etapa \| Clasificación de la etapa \| \| Ciclista \| Ciclista \| Equipo \| Tiempo \| \| \| ------------------------- \| ------------------------- \| ------------------------------- \| ------------------------- \| ------------------------- \| \| 1.º \| Thomas Joseph \| Tarteletto-Isorex \| 5 h 24 min 52 s \| \| \| 2.º \| Mohammad Ganjkhanlou \| Foolad Mobarakeh Sepahan \| + 0 s \| \| \| 3.º \| Youcef Reguigui \| Terengganu Inc-TSG Cycling Team \| + 0 s \| \| \| 4.º \| Hossein Nateghi \| Foolad Mobarakeh Sepahan \| + 0 s \| \| \| 5.º \| Alexandr Semenov \| Vino-Astana Motors \| + 0 s \| \| \| 6.º \| Stanislau Bazhkou \| Minsk Cycling Club \| + 0 s \| \| \| 7.º \| Elchin Asadov \| VIB Sports \| + 0 s \| \| \| 8.º \| Olamaei Mahdi \| Fengsheng Sports DFT \| + 0 s \| \| \| 9.º \| Nur Aiman Zariff \| Team Sapura Cycling \| + 0 s \| \| \| 10.º \| Maxime Vantomme \| Tarteletto-Isorex \| + 0 s \| \| |                      |                                 |                 |
| |                      |                                 |                 |
| Fuente: ProCyclingStats |                      |                                 |                 |
| Clasificación de la etapa |                      |                                 |                 |
| Ciclista | Ciclista             | Equipo                          | Tiempo          |
| 1.º | Thomas Joseph        | Tarteletto-Isorex               | 5 h 24 min 52 s |
| 2.º | Mohammad Ganjkhanlou | Foolad Mobarakeh Sepahan        | + 0 s           |
| 3.º | Youcef Reguigui      | Terengganu Inc-TSG Cycling Team | + 0 s           |
| 4.º | Hossein Nateghi      | Foolad Mobarakeh Sepahan        | + 0 s           |
| 5.º | Alexandr Semenov     | Vino-Astana Motors              | + 0 s           |
| 6.º | Stanislau Bazhkou    | Minsk Cycling Club              | + 0 s           |
| 7.º | Elchin Asadov        | VIB Sports                      | + 0 s           |
| 8.º | Olamaei Mahdi        | Fengsheng Sports DFT            | + 0 s           |
| 9.º | Nur Aiman Zariff     | Team Sapura Cycling             | + 0 s           |
| 10.º | Maxime Vantomme      | Tarteletto-Isorex               | + 0 s           |

## Clasificaciones finales
Las clasificaciones finalizaron de la siguiente forma:

### Clasificación general
| \| Clasificación general \| Clasificación general \| Clasificación general \| Clasificación general \| Clasificación general \| \| Ciclista \| Ciclista \| Equipo \| Tiempo \| \| \| --------------------- \| --------------------- \| ------------------------------- \| --------------------- \| --------------------- \| \| 1.º \| Savva Novikov \| Lokosphinx \| 21 h 30 min 23 s \| \| \| 2.º \| Cristian Raileanu \| Team Sapura Cycling \| + 24 s \| \| \| 3.º \| Youcef Reguigui \| Terengganu Inc-TSG Cycling Team \| + 26 s \| \| \| 4.º \| Hamid Pourhashemi \| Irán \| + 26 s \| \| \| 5.º \| Artiom Ovechkin \| Terengganu Inc-TSG Cycling Team \| + 34 s \| \| \| 6.º \| Kent Main \| ProTouch \| + 39 s \| \| \| 7.º \| Jesse Ewart \| Team Sapura Cycling \| + 49 s \| \| \| 8.º \| Alexander Vdovin \| Lokosphinx \| + 52 s \| \| \| 9.º \| Gabriel Reguero \| VIB Sports \| + 54 s \| \| \| 10.º \| Yecid Sierra \| Tianyoude Hotel Cycling Team \| + 56 s \| \| |                   |                                 |                  |
| |                   |                                 |                  |
| Fuente: ProCyclingStats |                   |                                 |                  |
| Clasificación general |                   |                                 |                  |
| Ciclista | Ciclista          | Equipo                          | Tiempo           |
| 1.º | Savva Novikov     | Lokosphinx                      | 21 h 30 min 23 s |
| 2.º | Cristian Raileanu | Team Sapura Cycling             | + 24 s           |
| 3.º | Youcef Reguigui   | Terengganu Inc-TSG Cycling Team | + 26 s           |
| 4.º | Hamid Pourhashemi | Irán                            | + 26 s           |
| 5.º | Artiom Ovechkin   | Terengganu Inc-TSG Cycling Team | + 34 s           |
| 6.º | Kent Main         | ProTouch                        | + 39 s           |
| 7.º | Jesse Ewart       | Team Sapura Cycling             | + 49 s           |
| 8.º | Alexander Vdovin  | Lokosphinx                      | + 52 s           |
| 9.º | Gabriel Reguero   | VIB Sports                      | + 54 s           |
| 10.º | Yecid Sierra      | Tianyoude Hotel Cycling Team    | + 56 s           |

### Clasificación de la montaña
| Clasificación de la montaña | Clasificación de la montaña | Clasificación de la montaña     | Clasificación de la montaña | Clasificación de la montaña |
| Ciclista                    | Ciclista                    | Equipo                          | Puntos                      |                             |
| --------------------------- | --------------------------- | ------------------------------- | --------------------------- | --------------------------- |
| 1.º                         | Hamid Pourhashemi           | Irán                            | 38 pts                      |                             |
| 2.º                         | Savva Novikov               | Lokosphinx                      | 27 pts                      |                             |
| 3.º                         | Cristian Raileanu           | Team Sapura Cycling             | 26 pts                      |                             |
| 4.º                         | Maral-Erdene Batmunkh       | Terengganu Inc-TSG Cycling Team | 19 pts                      |                             |
| 5.º                         | James Fourie                | ProTouch                        | 16 pts                      |                             |
| 6.º                         | Youcef Reguigui             | Terengganu Inc-TSG Cycling Team | 14 pts                      |                             |
| 7.º                         | Bahram Najafi               | Fengsheng Sports DFT            | 14 pts                      |                             |
| 8.º                         | Artiom Ovechkin             | Terengganu Inc-TSG Cycling Team | 12 pts                      |                             |
| 9.º                         | Amir Kolahdozhagh           | Irán                            | 12 pts                      |                             |
| 10.º                        | Igor Chzhan                 | Vino-Astana Motors              | 11 pts                      |                             |

### Clasificación de los jóvenes
| Clasificación del mejor joven | Clasificación del mejor joven | Clasificación del mejor joven | Clasificación del mejor joven | Clasificación del mejor joven |
| Ciclista                      | Ciclista                      | Equipo                        | Tiempo                        |                               |
| ----------------------------- | ----------------------------- | ----------------------------- | ----------------------------- | ----------------------------- |
| 1.º                           | Savva Novikov                 | Lokosphinx                    | 21 h 30 min 23 s              |                               |
| 2.º                           | Kent Main                     | ProTouch                      | + 39 s                        |                               |
| 3.º                           | Amir Hossein Jamshidian       | Foolad Mobarakeh Sepahan      | + 1 min 00 s                  |                               |
| 4.º                           | Igor Chzhan                   | Vino-Astana Motors            | + 1 min 16 s                  |                               |
| 5.º                           | Bahram Najafi                 | Fengsheng Sports DFT          | + 1 min 37 s                  |                               |
| 6.º                           | Jafar Alizadehchakhlou        | Omidnia Mashhad Team          | + 1 min 43 s                  |                               |
| 7.º                           | Alexandr Semenov              | Vino-Astana Motors            | + 1 min 51 s                  |                               |
| 8.º                           | Nur Aiman Zariff              | Team Sapura Cycling           | + 2 min 11 s                  |                               |
| 9.º                           | Muhammad Shaiful Adlan        | Team Sapura Cycling           | + 2 min 16 s                  |                               |
| 10.º                          | Michiel Stockman              | Tarteletto-Isorex             | + 2 min 17 s                  |                               |

### Clasificación por equipos
| Clasificación por equipos | Clasificación por equipos | Clasificación por equipos | Clasificación por equipos |
| Equipo                    | Equipo                    | Tiempo                    |                           |
| ------------------------- | ------------------------- | ------------------------- | ------------------------- |
| 1.º                       | Tianyoude Hotel           | 64 h 34 min 00 s          |                           |
| 2.º                       | Sapura                    | + 10 s                    |                           |
| 3.º                       | VIB Sports                | + 54 s                    |                           |
| 4.º                       | Tarteletto-Isorex         | + 1 min 57 s              |                           |
| 5.º                       | Fengsheng Sports DFT      | + 2 min 07 s              |                           |
| 6.º                       | Vino-Astana Motors        | + 2 min 09 s              |                           |
| 7.º                       | ProTouch                  | + 2 min 29 s              |                           |
| 8.º                       | Foolad Mobarakeh Sepahan  | + 3 min 21 s              |                           |
| 9.º                       | Lokosphinx                | + 3 min 24 s              |                           |
| 10.º                      | Minsk Cycling Club        | + 3 min 59 s              |                           |

## Evolución de las clasificaciones
| Etapa                   | Vencedor                | Clasificación general | Clasificación de la montaña | Clasificación de los jóvenes | Clasificación por equipos |
| ----------------------- | ----------------------- | --------------------- | --------------------------- | ---------------------------- | ------------------------- |
| 1.ª                     | Aleksandr Smirnov       | Aleksandr Smirnov     | Youcef Reguigui             | Aleksandr Smirnov            | Lokosphinx                |
| 2.ª                     | Youcef Reguigui         | Youcef Reguigui       | Hamid Pourhashemi           | Mohammad Ganjkhanlou         | Lokosphinx                |
| 3.ª                     | Savva Novikov           | Savva Novikov         | Hamid Pourhashemi           | Savva Novikov                | Lokosphinx                |
| 4.ª                     | Igor Chzhan             | Savva Novikov         | Hamid Pourhashemi           | Savva Novikov                | Tianyoude Hotel           |
| 5.ª                     | Thomas Joseph           | Savva Novikov         | Hamid Pourhashemi           | Savva Novikov                | Tianyoude Hotel           |
| Clasificaciones finales | Clasificaciones finales | Savva Novikov         | Hamid Pourhashemi           | Savva Novikov                | Tianyoude Hotel           |

## UCI World Ranking
El Tour de Irán-Azerbaiyán otorgó puntos para el UCI World Ranking para corredores de los equipos en las categorías UCI WorldTeam, Profesional Continental y Equipos Continentales. Las siguientes tablas muestran el baremo de puntuación y los 10 corredores que obtuvieron más puntos:
| Posición              | 1.º | 2.º | 3.º | 4.º | 5.º | 6.º | 7.º | 8.º | 9.º | 10.º | 11.º | 12.º | 13.º-15.º | 16.º-25.º |
| Clasificación general | 125 | 85  | 70  | 60  | 50  | 40  | 35  | 30  | 25  | 20   | 15   | 10   | 5         | 3         |
| Por etapa             | 14  | 5   | 3   |     |     |     |     |     |     |      |      |      |           |           |
| Líder                 | 3   |     |     |     |     |     |     |     |     |      |      |      |           |           |

| Clasificación |                   |                    |         |       |       |       |
| Posición      | Ciclista          | Equipo             | General | Etapa | Líder | Total |
| ------------- | ----------------- | ------------------ | ------- | ----- | ----- | ----- |
| 1.º           | Savva Novikov     | Lokosphinx         | 125     | 19    | 6     | 150   |
| 2.º           | Youcef Reguigui   | Terengganu Inc-TSG | 70      | 22    | 3     | 95    |
| 3.º           | Cristian Raileanu | Sapura             | 85      | 3     | -     | 88    |
| 4.º           | Hamid Pourhashemi | Selección de Irán  | 60      | 5     | -     | 65    |
| 5.º           | Artem Ovechkin    | Terengganu Inc-TSG | 50      | -     | -     | 50    |
| 6.º           | Kent Main         | ProTouch           | 40      | -     | -     | 40    |
| 7.º           | Jesse Ewart       | Sapura             | 35      | -     | -     | 35    |
| 8.º           | Alexander Vdovin  | Lokosphinx         | 30      | -     | -     | 30    |
| 9.º           | Gabriel Reguero   | VIB Sports         | 25      | -     | -     | 25    |
| 10.º          | Yecid Sierra      | Tianyoude Hotel    | 20      | -     | -     | 20    |